# 窗格捲管螺
窗格捲管螺（学名：Philbertia leuckardi）为捲管螺科粗切嘴螺屬下的一个种。